# Otto von Dönhoff
Otto Magnus Eugen Michael Graf von Dönhoff, Freiherr von Krafft (* 28. September 1835 in Königsberg, Provinz Preußen; † 23. Januar 1904 in Darmstadt) war ein deutscher Diplomat und Gesandter.

## Berufliche Entwicklung
Nach seinem Schulabschluss wurde Otto Graf von Dönhoff, Freiherr von Krafft 1856 Avantageur beim Garde-Dragoner Regiment. Zum Leutnant wurde er im Folgejahr befördert. Nach weiteren drei Jahren militärischer Dienstzeit wurde er 1860 zum diplomatischen Dienst zugelassen. Sein erster Einsatz erfolgte am 20. Februar 1860 in der preußischen Gesandtschaft in Madrid als Attaché. Nach sechs Jahren Einsatzzeit wechselte er, bereits als Legationssekretär, an die preußische Gesandtschaft in Florenz (damals die provisorische Hauptstadt des Königreichs Italien). Während des im gleichen Jahr stattfindenden Deutschen Krieges, in dem Italien als Verbündeter von Preußen an dessen Seite kämpfte, war er im Hauptquartier des Königs von Italien Viktor Emanuel I. (1820–1878) eingesetzt. Hier war er von Beginn des Krieges über zwei Monate tätig.
Den diplomatischen Dienst quittierte Otto Graf von Dönhoff im Sommer 1868. Er kehrte als Offizier in das preußische Heer zurück. Während der Zeit des Deutsch-Französischen Krieges war er als Ordonnanzoffizier des Prinzen Carl von Preußen (1801–1883) eingesetzt. Wenige Jahre später kehrte er dann 1875 in den diplomatischen Dienst zurück. Hier wurde von Dönhoff im Juni 1875 an der preußischen Gesandtschaft in Kopenhagen als Legationssekretär eingesetzt. Zum Ende des gleichen Jahres erfolgte seine Beförderung zum Legationsrat. Von Dänemark aus wechselte er 1876 an die preußische Gesandtschaft in Dresden. Ein erneuter Wechsel erfolgte 1878, wo er für vier Jahre seinen Dienst an der preußischen Gesandtschaft in Stuttgart versah.
Ein nächster Auslandseinsatz führte Otto Graf von Dönhoff 1882 nach Japan. Hier löste er an der preußischen Gesandtschaft in Tokio Karl von Eisendecher (1841–1934) ab, der nach Washington versetzt wurde. Mit der Geschäftsübernahme fungierte von Dönhoff als Gesandter. Japan war in dieser Periode gekennzeichnet vom Ringen um eine staatspolitische Erneuerung. Ein Schwerpunkt dabei war, sich eine neue Verfassung zu geben. Allein dieser Prozess dauerte etwa neun Jahre und bestimmte sehr wesentlich seine Amtszeit mit. Dabei standen sich zwei politische Lager in den herrschenden Kreisen Japans gegenüber, die zugleich durch eine deutliche Einflussnahme äußerer Kräfte gespeist wurde. Das waren auf der einen Seite die Befürworter einer Verfassung nach englischem Vorbild und auf der anderen Seite die Aufrichtung einer konstitutionellen Monarchie nach preußischem Vorbild. Dieser Entwicklung waren zahlreiche Aktivitäten vorausgegangen, beginnend beim Einsatz deutscher wissenschaftlicher Berater in Sachen Staatsrecht. Dazu kamen Juristen, die bei der Ausarbeitung des Verfassungsentwurfs behilflich waren, gegenseitige Besuche und Begegnungen zwischen Vertretern Japans und Deutschlands. Hauptverfechter der Linie nach dem deutschen Modell war der japanische Gouverneur Itō Hirobumi (1841–1909). In seinem Bericht vom 27. Mai 1884 an Reichskanzler Otto von Bismarck übermittelte von Dönhoff zahlreiche aktuelle Informationen über den Stand der laufenden Verfassungsdebatte sowie die sich daraus ergebenden Konsequenzen. Dabei verwiese er besonders darauf, dass zahlreiche Aktivitäten unter strenger Geheimhaltung vollzogen wurden. So unter anderem auch die Bildung einer neuen Regierungsbehörde, des Sangiin, bei der Hirobumi den Vorsitz hatte. Generell verdeutlichen die Berichterstattungen von Dönhoffs während seiner dreijährigen Amtszeit in Tokio, dass er ausgezeichnete Informationsbeziehungen zur japanischen Regierung unterhielt und auch über bestimmte Interna recht gut unterrichtet war. Mitte 1885 endete seine Zeit in Tokio. Sein Nachfolger in der Gesandtschaft wurde Theodor von Holleben (1838–1913).
Otto Graf von Dönhoff wurde ab Oktober 1885 als Gesandter in Rio de Janeiro eingesetzt. Während der Zeit seiner diplomatischen Verantwortung in Brasilien wurde er in Anerkennung der gezeigten Leistungen im Mai 1893 zum „Wirklichen Geheimen Rat“ mit dem Prädikat „Exzellenz“ ernannt. Im Sommer des Folgejahres kehrte er nach Deutschland zurück. Ab Juni 1894 wurde er als Gesandter in Darmstadt für den Zeitraum von eineinhalb Jahren eingesetzt. Auf eigenen Antrag wurde er hier Ende 1895 in den Ruhestand versetzt.
Am 23. Januar 1904 verstarb Otto Graf von Dönhoff in Darmstadt.